# 바이럴 팩터
바이럴 팩터(중국어: 逆戰, 영어: The Viral Factor)는 2011년 개봉한 홍콩의 액션 영화이다. 이 영화는 2011년 3월부터 2011년 7월까지 제작이 시작되어 2012년 1월 17일에 개봉되었다.

## 줄거리
국제 방위 위원회(IDC) 요원인 숀은 동료들과 함께 소두증 바이러스를 훔친 과학자를 호송하던 중 배신하여 동료들을 공격하고 바이러스와 과학자를 탈취한다. 이 과정에서 숀은 동료 요원 존과 그의 연인 아이스를 공격하고 아이스는 사망, 존은 뇌에 총알이 박힌 채로 시한부 인생을 선고받는다. 한편, 숀은 바이러스를 변이시켜 생화학 무기로 만들고 백신을 개발해 부패한 제약 회사에 팔 계획을 세운다.
존은 남은 시간을 가족과 보내려 고향으로 돌아가고, 어머니로부터 아버지와 함께 버려진 형제 양이 있다는 사실을 알게 된다. 말레이시아에서 수많은 범죄로 기소된 양은 호송 중 탈출하고, 부패한 경찰관 러셀의 도움으로 새로운 임무를 받는다. 한편, 말레이시아로 향하던 존은 질병 통제 센터 의사 레이첼을 만나지만, 레이첼은 양에게 납치된다. 존은 레이첼을 납치한 차가 수상하다는 것을 눈치채고 미행하다가 양과 싸우게 되고, 이 과정에서 양이 자신의 형제라는 것을 알게 된다.
양은 레이첼의 어머니를 인질로 잡고 레이첼에게 질병 통제 센터에서 카르노 바이러스 샘플을 가져오도록 강요한다. 샘플을 얻은 후, 양은 레이첼과 함께 도주하던 중 보안 요원의 추격을 받게 되고, 레이첼은 숀의 오른팔 마크에게 다시 납치당한다. 양은 도주 중 부패 경찰들의 추격을 받게 되고, 아버지에게 딸과 함께 기차역에서 만나자는 연락을 한다. 레이첼을 만나러 온 존은 양과 함께 부패 경찰들을 막아내고 기차를 타고 도망치지만, 기차역에서 아버지가 희생하면서 양은 딸과 함께 탈출하고 존은 경찰에 잡힌다.
러셀은 존과 양이 형제라는 것을 알고 존을 죽이려 하지만 실패한다. 양은 러셀을 만나러 갔다가 숀과 만나고, 딸을 구하기 위해 그와 대치한다. 격투 끝에 러셀은 사고로 사망하고, 존은 병원에서 탈출한다. 다음 날, 양은 딸을 되찾기 위해 숀과 카르노 바이러스 샘플을 교환하러 간다. 숀은 레이첼에게 카르노 바이러스와 소두증 바이러스를 결합하도록 강요하고, 존은 숀을 막으려 한다. 경찰 특공대가 난입하는 혼란 속에서 숀은 바이러스를 가지고 도망치고, 양의 딸에게 바이러스를 주입한다. 숀은 존에게 레이첼과 딸을 교환하자고 제안하고, 존은 어쩔 수 없이 숀을 놓아준다.
존은 양과 함께 탈출하지만, 경찰에 쫓기게 되고, 양은 탈출시키고 존은 자수한다. 이후 존은 헬기를 납치해 양, 레이첼과 함께 숀이 지정한 장소로 간다. 하지만 그곳은 함정이었고, 양은 숀의 부하에게 총을 맞고 레이첼은 납치된다. 존은 숀을 쫓고, 양은 레이첼을 구하기 위해 숀이 타고 있는 배에 오른다. 양은 숀의 부하를 죽이고 딸을 구출하지만, 배에서 떨어지고 존이 그들을 구한다. 존과 레이첼은 숀과 대결하고, 양은 배의 엔진을 멈추려 한다. 마지막 결투에서 숀은 존과 양을 제압하려 하지만, 존은 자신의 죽음을 예감하고 양에게 시간을 벌어준다. 결국 양은 숀을 죽이고 존은 숨을 거둔다.
사건 후, 양은 IDC에 자수하고 딸과 함께 어머니를 만나러 베이징으로 간다. 영화는 존의 내레이션으로 마무리되며, 그의 운명은 모호하게 남겨진다.

## 캐스팅
- 주걸륜 - 萬飛
- 사정봉 - 萬陽
- 백빙
- 안지걸
- 우자룽
- 요계지
- 김연령
- 레이먼드 람
- 홍천조